# Empoasca ngatpangensis
Empoasca ngatpangensis är en insektsart som beskrevs av Rauno E. Linnavuori 1960. Empoasca ngatpangensis ingår i släktet Empoasca och familjen dvärgstritar. Inga underarter finns listade i Catalogue of Life.